# Hospital Universitari Infanta Elionor
L'Hospital Universitari Infanta Elionor és un centre hospitalari amb un model de gestió mixta, amb col·laboració publicoprivada, localitzat al madrileny barri de Santa Eugenia, districte de Villa de Vallecas. Forma part de la xarxa d'hospitals del Servei Madrileny de Salut (SERMAS).
Està associat com un dels centres sanitaris adscrits per a les pràctiques clíniques d'alumnes de la Universitat Complutense de Madrid (UCM).
Va ser obert el 29 de febrer de 2008. Amb una superfície construïda de 85.000 metres quadrats, compta amb 264 llits d'hospitalització i 11 sales d'operacions. En 2017 l'Hospital Virgen de la Torre es va integrar jurídicament dins de l'organització de l'Infanta Elionor. El 2019, el fons d'inversió neerlandès DIF va adquirir el 100% de l'hospital.
El seu servei d'urgències va col·lapsar al març de 2020, durant la pandèmia de COVID-19, amb pacients jaient a terra dels passadissos.